# تاريخ بوليفيا (1964–1982)
تاريخ بوليفيا منذ عام 1964 وحتى عام 1982 هو فترة من عدم الاستقرار الدوري تحت حكم دكتاتوريين عسكريين مختلفين. انتقلت السلطة في 4 نوفمبر عام 1964 من الزعيم المنتخب للثورة الوطنية البوليفية، فيكتور باز إستنسورو، إلى المجلس العسكري بقيادة نائب الرئيس الجنرال رينيه بارينتوس. انتُخب بارينتوس رئيسًا في عام 1966، لكنه توفي صدفةً في حادث تحطم طائرة هليكوبتر في عام 1969، ما قاد إلى انقلاب في سبتمبر عام 1969 من قبل الجنرال أوفاندو، الذي أُطيح به في أكتوبر عام 1970 من قبل الجنرال روخيلو مرياندا، الذي أطيح به أيضًا بعد ذلك بيومين على يد الجنرال خوان خوسيه توريس، الذي بدوره أُطيح به من قبل هوغو بانزر سواريز في أغسطس عام 1971. حكم بانزر لمدة سبع سنوات، في البداية منذ عام 1971 وحتى عام 1974 بدعم من الحركة القومية الثورية التي بدأها إستنسورو. استبدل بالمدنيين أفرادًا من القوات المسلحة وعلّق الأنشطة السياسية في عام 1974، بعد نفاد صبره من الانقسامات في الحزب. نما الاقتصاد بشكل مثير للإعجاب خلال رئاسة بانزر، لكن المطالبة بمزيد من الحرية السياسية قوضت دعمه. دعا إلى إجراء انتخابات في عام 1978، وغرقت بوليفيا مرةً أخرى في حالة من الاضطراب. حكم خوان بيريدا لأربعة أشهر فقط في عام 1978، لكن صعوده إلى الرئاسة كان بداية فترة أكثر استقرارًا في التاريخ البوليفي، مع تسعة رؤساء مدنيين وعسكريين لفترة تزيد قليلًا عن أربع سنوات (1978-1982). تميز عام 1982 بالعودة إلى حكومة منتخبة ديمقراطيًا، حين كان غويدو فيلدوسو رئيسًا.

## رئاسة بارينتوس
في 4 نوفمبر عام 1964، احتل رينيه بارينتوس أورتونيو (الرئيس منذ عام 1964 وحتى عام 1965، والرئيس المشارك منذ مايو 1965 وحتى  يناير 1966، والرئيس منذ 1966 وحتى 1969) والجنرال ألفريدو أوفاندو كانديا القصر الرئاسي وأعلنا نفسيهما رئيسَين مشاركين. ولكن بينما استمر الحشد، الذي تجمع خارج القصر، يهتف بتفضيله بارينتوس الأكثر تأثيرًا، سمح أوفاندو لبارينتوس بتولي اللقب الرسمي وحده، في حين شغل منصب رئيس الأركان العامة للقوات المسلحة.
أصر بارينتوس على أن توليه السلطة لم يكن خطوةً معاديةً للثورة، ووعد بإعادة الثورة الوطنية البوليفية إلى «مسارها الحقيقي»، الذي انحرفت عنه الحركة القومية الثورية خلال حكمها الذي دام اثني عشر عامًا. أبقت حكومته على العديد من سياسات حكومة فيكتور باز إستنسورو الثانية، بما في ذلك خطة صندوق النقد الدولي لتحقيق الاستقرار والخطة الثلاثية. ظل التركيز على خفض التكاليف الاجتماعية ساري المفعول. في مايو عام 1965، أرغم الجيش بارينتوس على قبول أوفاندو رئيسًا مشاركًا، مكافأةً له عن قمعه انتفاضة عمال المناجم والمصانع.
تحسن الاقتصاد خلال حكم بارينتوس بمعدل نمو بلغ متوسطه 6.5% سنويًا. أدى ارتفاع أسعار القصدير إلى تحقيق أول ربح لشركة التعدين في بوليفيا في عام 1966، وأسهم في زيادة الإنتاج في المناجم متوسطة الحجم التي بقيت في أيدي القطاع الخاص. شجع بارينتوس القطاع الخاص، والاستثمار الأجنبي، وأذِن لشركة غولف أويل بتصدير النفط والغاز الطبيعي من بوليفيا.
أضفى بارينتوس الشرعية على حكمه بالفوز بالانتخابات الرئاسية في عام 1966. شكل الحركة المسيحية الشعبية لتكون قاعدة دعم له. على الرغم من أن الحركة المسيحية الشعبية لم تكن ناجحة للغاية، فقد فاز في الانتخابات مع ائتلاف من السياسيين المحافظين، ومجتمع الأعمال، والفلاحين.
نجحت جهود بارينتوس لبناء الدعم في الريف في البداية بالتوقيع على ميثاق الفلاحين العسكري في فبرايرعام 1964. وافقت ميليشيات الفلاحين بموجب الاتفاق على تبني موقف مناهض لليسار وإخضاع نفسها للجيش. ولكن محاولته لفرض الضرائب على الفلاحين أسفرت عن ردة فعل عنيفة وفقدان الدعم في المناطق الريفية.
مصممًا على إبقاء قطاع العمل تحت السيطرة، استحوذ بارينتوس على معظم المكاسب التي حققها خلال حكم الحركة القومية الثورية. وضع كوميبول تحت حكم مدير عسكري، وألغى حق النقض لقادة النقابات في قرارات الإدارة. خفض الرئيس أيضًا رواتب عمال المناجم إلى ما يعادل 0.80 دولار أمريكي في اليوم، وخفض القوى العاملة في التعدين والبيروقراطية الهائلة في كوميبول بنسبة 10%. وأخيرًا، دمر اتحادَ العمل البوليفي ونقابة عمال المناجم، وقمع جميع أنشطة الإضراب، ونزع سلاح ميليشيات عمال المناجم، ونفى زعماء النقابات. احتلت القوات العسكرية المناجم مرةً أخرى، وفي عام 1967، ذبحوا عمال المناجم وعائلاتهم في مناجم كاتافي، وسيلغو إكس إكس.
لم يتمكن بارينتوس من إسكات قطاع العمل بالكامل، فقد قاد عمال المناجم المعارضة المتنامية لحكمه. انضمت المجموعات المختلفة التي تعارض حكمه إلى إدانة بيع بارينتوس للموارد الطبيعية للولايات المتحدة بشروط ميسرة. استاؤوا من دعوته للاستثمار الخاص للولايات المتحدة في بوليفيا لأنه قدم امتيازات أكبر للمستثمرين الأجانب. أثار انشقاق صديق بارينتوس المقرب وزير الداخلية، العقيد أنطونيو أرغيداس، إلى كوبا بعد إعلانه أنه كان عميلًا لوكالة المخابرات المركزية الأمريكية سخطًا قوميًا. استاء الجيش أيضًا من الدور الرئيسي لضباط الولايات المتحدة في القبض على إرنستو «تشي» جيفارا وقتله في عام 1967 في بوليفيا، حيث حاول بدء حركة حرب العصابات.
تركت وفاةُ الرئيس بارينتوس في تحطم طائرة هليكوبتر في 27 أبريل عام 1969 الحكمَ في البداية بين يدي نائبه، لويس أدولفو سيليس ساليناس (1969). ومع ذلك، بقيت السلطة الحقيقية مع القوات المسلحة تحت قيادة رئيس أركانها، الجنرال أوفاندو، الذي تولى السلطة في 26 سبتمبر عام 1969، في انقلاب دعمه ضباطٌ إصلاحيون.

## القومية الثورية: أوفاندو وتوريس
ألغى أوفاندو (الرئيس المشارك منذ مايو 1965 وحتى يناير 1966، والرئيس بين يناير وأغسطس عام 1966 وأيضًا بين عامي 1969 و1970) الانتخابات المقرر إجراؤها في عام 1970، ورفض الكونغرس، وعين حكومة تضم مدنيين إصلاحيين مستقلين عارضوا سياسات بارينتوس. أعرب أوفاندو عن أمله بالحصول على دعم مدني وعسكري من خلال برنامج «القومية الثورية»، الذي حدده في «الانتداب الثوري للقوات المسلحة».
تعكس القومية الثورية تراث الأنظمة الإصلاحية العسكرية في الماضي وخطابها، وأيضًا روح ثورة عام 1952. يظهر أيضًا تأثير حكومة بيرو برئاسة الجنرال خوان فيلاسكو ألفارادو. اعتقد العديد من الضباط البوليفيين أن الجيش يجب أن يتدخل في السياسة لقيادة البلاد نحو الإصلاح لأن الحكومات المدنية فشلت في تلك المهمة. كانوا مقتنعين بأن المصلحة الرئيسية للقوات المسلحة هي إنهاء التخلف، الذي اعتبروه سبب التمرد. لذلك حارب الجيش على الحدود الداخلية ضد الظلم الاجتماعي والتبعية الاقتصادية.
على الرغم من الإجراءات الشعبية الكبيرة، مثل تأميم ممتلكات شركة غولف أويل، فشل أوفاندو في اكتساب التأييد الشعبي. لم يدم الحماس الشعبي للتأميم طويلًا. أصبح الخلاف حول التعويضات، ومقاطعة النفط البوليفي الخام في السوق الدولية، والانتكاس العام الاقتصادي من العوامل الخلافية. مع أن أوفاندو أضفى الشرعية على اتحاد العمل البوليفي، وسحب القوات من معسكرات التعدين، فلم يكن دعم العمال الدائم للنظام مضمونًا. أدت التوقعات المحبطة، وعدم الوفاء بالوعود، ومذبحة عمال المناجم من قبل الجيش في كاتافي في عام 1967، إلى تطرف العمال، الذين رفضوا التعاون مع الحكومة العسكرية.
في حين أصبح اليسار متطرفًا، أصبح اليمين منهكًا من تصريحات أوفاندو المتذبذبة، التي تضمنت اقتراحًا بإلغاء الملكية الخاصة. حتى عندما تحرك أوفاندو يمينًا خلال الأشهر الأخيرة من حكمه، لم يتمكن من حشد دعم الجماعات المحافظة في البلاد لأن هذه الخطوة أكدت ضعفه فقط.
استقطب برنامج أوفاندو الإصلاحي أيضًا الجيش. حوّل الضباطُ الإصلاحيون القلقون من تراجع الدعم الشعبي للجيش منذ حكم بارينتوس دعمَهم إلى الجنرال الأكثر تطرفًا خوان خوسيه توريس غونزاليس (1970-1971)، الذي سرحه أوفاندو من منصب رئيس الأركان، ودعم اليمينُ أيضًا الجنرالَ روخيلو مرياندا.